# Verbascum obtusifolium
Verbascum obtusifolium är en flenörtsväxtart som beskrevs av Hub.-mor.. Verbascum obtusifolium ingår i släktet kungsljus, och familjen flenörtsväxter. Inga underarter finns listade i Catalogue of Life.